# Alfredo Ramírez
Alfredo German Ramírez (nacido el 19 de febrero de 1987 en Santa Fe) es un exfutbolista argentino que se destacaba en la posición de mediocampista. Comenzó su carrera en las divisiones inferiores de Colón.

## Trayectoria
Estuvo a prueba unas semanas en Club El Porvenir pero decidió regregar al conjunto sabalero. Realizó su debut en primera división el 18 de octubre de 2008 para Colón en la derrota 1-2 de local frente a Independiente a la edad de 21 años.
En el primer semestre de 2012 tuvo un corto paso por el club chileno Rangers de Talca, donde no pudo disputar ningún partido oficial y decidió rescindir su contrato. A mediados de 2012 firmó contrato con Boca Unidos de Corrientes, equipo argentino que disputaba la Primera B Nacional. Luego firmó contrato con el Sport Boys Warnes equipo recién ascendido a la Liga del Fútbol Profesional Boliviano, compartiendo plantel con su amigo Esteban Fuertes.
Hoy juega en Platense.

## Clubes
| Club                       | País      | Año         |
| -------------------------- | --------- | ----------- |
| Colón                      | Argentina | 2008 - 2011 |
| Rangers (cedido)           | Chile     | 2012 - 2013 |
| Sport Boys Warnes (cedido) | Bolivia   | 2013 - 2014 |
| Santamarina                | Argentina | 2014 - 2015 |
| Sportivo Belgrano          | Argentina | 2015        |
| Juventud Unida (G)         | Argentina | 2016 - 2017 |
| Central Córdoba (SdE)      | Argentina | 2017 - 2019 |
| Platense                   | Argentina | 2019        |

### Estadísticas
| Club                            | Temporada           | Liga     | Liga  | Copa Nacional | Copa Nacional | Copa Internacional | Copa Internacional | Total    | Total |
| Club                            | Temporada           | Partidos | Goles | Partidos      | Goles         | Partidos           | Goles              | Partidos | Goles |
| ------------------------------- | ------------------- | -------- | ----- | ------------- | ------------- | ------------------ | ------------------ | -------- | ----- |
| Colón Argentina                 | 2007/08             | 1        | 0     | -             | -             | -                  | -                  | 1        | 0     |
| Colón Argentina                 | 2008/09             | 27       | 3     | -             | -             | -                  | -                  | 27       | 3     |
| Colón Argentina                 | 2009/10             | 22       | 3     | -             | -             | 0                  | 0                  | 22       | 3     |
| Colón Argentina                 | 2010/11             | 11       | 0     | -             | -             | -                  | -                  | 11       | 0     |
| Colón Argentina                 | 2011/12             | 0        | 0     | 1             | 0             | -                  | -                  | 1        | 0     |
| Colón Argentina                 | Total               | 61       | 6     | 1             | 0             | -                  | -                  | 62       | 6     |
| Boca Unidos Argentina           | 2012/13             | 14       | 0     | 1             | 0             | -                  | -                  | 15       | 0     |
| Boca Unidos Argentina           | Total               | 14       | 0     | 1             | 0             | -                  | -                  | 15       | 0     |
| Rangers · Chile                 | 2012/13             | 0        | 0     | -             | -             | -                  | -                  | 0        | 0     |
| Rangers · Chile                 | Total               | 0        | 0     | -             | -             | -                  | -                  | 0        | 0     |
| Sport Boys · Bolivia            | 2013/14             | 14       | 0     | -             | -             | -                  | -                  | 14       | 0     |
| Sport Boys · Bolivia            | Total               | 14       | 0     | -             | -             | -                  | -                  | 14       | 0     |
| Santamarina Argentina           | 2014                | 17       | 0     | -             | -             | -                  | -                  | 17       | 0     |
| Santamarina Argentina           | Total               | 17       | 0     | -             | -             | -                  | -                  | 17       | 0     |
| Sportivo Belgrano Argentina     | 2015                | 34       | 3     | 1             | 0             | -                  | -                  | 35       | 3     |
| Sportivo Belgrano Argentina     | Total               | 34       | 3     | 1             | 0             | -                  | -                  | 35       | 3     |
| Juventud Unida (G) Argentina    | 2016                | 19       | 2     | -             | -             | -                  | -                  | 19       | 2     |
| Juventud Unida (G) Argentina    | 2016/17             | 37       | 5     | 4             | 0             | -                  | -                  | 41       | 5     |
| Juventud Unida (G) Argentina    | Total               | 56       | 7     | 4             | 0             | -                  | -                  | 60       | 7     |
| Central Córdoba (SdE) Argentina | 2017/18             | 26       | 4     | 1             | 0             | -                  | -                  | 27       | 4     |
| Central Córdoba (SdE) Argentina | 2018/19             | 8        | 0     | 4             | 2             | -                  | -                  | 12       | 2     |
| Central Córdoba (SdE) Argentina | Total               | 34       | 4     | 5             | 2             | -                  | -                  | 39       | 6     |
| Total en su carrera             | Total en su carrera | 230      | 20    | 12            | 2             | -                  | -                  | 242      | 22    |

- Todos sus partidos en Colón (enlace roto disponible en Internet Archive; véase el historial, la primera versión y la última).